# Дровосек из Нового Орлеана
Дровосек из Нового Орлеана (англ. The Axeman of New Orleans) — серийный убийца, действовавший в Новом Орлеане, штат Луизиана, а также в окрестных городах с мая 1918 до октября 1919 года. На счету Дровосека 12 нападений, из которых 6 закончились убийствами.  Вероятно, также он совершал преступления и раньше — в 1912 году. Убийца нападал на своих жертв с топором. Иногда с помощью этого же инструмента он выламывал двери, чтобы проникнуть в дом. Преступления прекратились так же неожиданно, как и начались. Полиция так и не смогла поймать Дровосека. Его личность до сих пор не установлена, хотя есть несколько предположений.

## Письма в газеты
Не все жертвы Дровосека погибали. Но дикость его нападений держала в страхе огромное количество людей. Большинство жертв Дровосека были итальянцами-иммигрантами или итальянцами-американцами, что привело многих к убеждению, что преступления были этнически мотивированы. Газеты писали, что, возможно, к совершению убийств причастна мафия, несмотря на отсутствие доказательств. Однако эта версия вскоре отпала после дальнейших преступлений. Среди жертв Дровосека были и беременная женщина, и малолетний ребёнок, зарубленный прямо на руках у матери. Дровосек, казалось, был вдохновлён преступлениями Джека Потрошителя. Он писал ядовитые письма в городские газеты, в которых намекал на будущие убийства и утверждал, что он не человек, а демон из ада.
Кроме этого, существовала теория, что Дровосек совершает убийства с целью пропаганды джазовой музыки, о чём свидетельствует письмо, приписываемое убийце, в котором он заявил, что пощадит жизни тех, у кого играет джаз в домах.

## Джаз Дровосека
Наиболее известно его письмо от 13 марта 1919 года, которое было опубликовано в газетах. Дровосек писал, что следующее убийство состоится 19 марта через 15 минут после наступления полуночи. Он обещал не трогать только тех людей, которые в это время будут слушать джаз. 19 марта все развлекательные заведения были переполнены, а профессионалы и любители играли джаз прямо на улице. Никаких убийств этой ночью не произошло. Впрочем, не все горожане тогда были напуганы Дровосеком. Некоторые написали ответные письма в газеты, в которых приглашали убийцу посетить их дома и посмотреть, кто кого убьёт. Один из жителей вежливо попросил Дровосека не выламывать парадную дверь и даже пообещал оставить открытыми окна.

## Подозреваемые
Криминальный обозреватель Колин Уилсон предполагал, что Дровосеком, возможно, был некто Джозеф Момфр.
В декабре 1920 года его якобы застрелила вдова Майка Пепитоуна, последней известной жертвы Дровосека. Эта версия Уилсона стала очень популярной. Однако другой обозреватель, Майкл Ньютон, изучив все возможные полицейские сводки и судебные протоколы, а также архивы газет, не смог найти никаких данных о человеке по имени Джозеф Момфр. Также он не нашёл никакой информации о том, что вдова Пепитоун была арестована за убийство мужчины. Удалось выяснить только один факт. 16 мая 1912 года неизвестный преступник проник в дом и застрелил итальянскую семейную пару. Мужу удалось выжить, его жена скончалась. В газетах главным подозреваемым был упомянут человек по фамилии Момфр. Если Момфр действительно был Дровосеком, то итальянцы стали первыми жертвами будущего серийного убийцы.

## Жертвы Дровосека
- Джозеф Маджо, итальянец-бакалейщик, подвергся нападению Дровосека ночью, когда спал рядом со своей женой Кэтрин 22 мая 1918 года. Кэтрин получила многочисленные удары топором по голове. Кроме того убийца перерезал ей горло. Женщина скончалась на месте. А Джозеф получил смертельные ранения и скончался, когда его, истекающего кровью, нашли его братья.
- Луи Безумер, другой бакалейщик, подвергся нападению ранним утром 6 июня 1918 года. Он получил серьёзные ранения, но смог выжить. А его любовница Харриет Лоу, которая в ту ночь находилась с ним, скончалась в больнице.
- Миссис Шнайдер подверглась нападению вечером 5 августа 1918 года. Она получила несколько ударов топором по лицу. Её увезли в больницу, и там она спустя два дня родила девочку.
- Джозеф Романо, пожилой мужчина, живущий со своими племянницами, Полин и Мэри Бруно. Ночью 10 августа 1918 года Полин проснулась и увидела, что над ней стоит незнакомый человек. Она закричала, и мужчина убежал. Полин вошла в комнату дяди и обнаружила, что тот смертельно ранен. Он прошептал, чтобы племянница вызвала врача, и скончался.
- Чарльз Кортимилья, иммигрант-чернорабочий, живший с женой и ребёнком в пригороде Нового Орлеана. Ночью 10 марта 1919 года соседи услышали крики, доносящиеся из их дома. Когда они вошли в комнату, то увидели Чарльза Кортимилью и его раненую жену Рози, стоящую на коленях в луже крови. Она держала в руках двухлетнюю дочь Мэри, убитую Дровосеком. Оба супруга отделались переломами костей черепа. Вскоре они развелись.
- Стив Бока, бакалейщик, был ранен Дровосеком 10 августа 1919 года. Ему удалось выжить.
- Сара Ломэнн, 19 лет, подверглась нападению Дровосека в ночь на 3 сентября 1919 года. В момент нападения она была в доме одна, поэтому никто не видел преступника. Девушка выжила, но не смогла припомнить деталей нападения.
- Майк Пепитоун подвергся нападению ночью 27 октября 1919 года. Его жена проснулась от шума и подошла к двери спальни мужа. В ту же секунду оттуда выскочил мужчина с топором. Пепитоун скончался в больнице на следующее утро.

## В массовой культуре

### В музыке
- В 1919 году местный музыкант Джозеф Джон Дэвилла сочинил песню «Джаз таинственного Дровосека (не пугайте меня, Папа)». На обложке пластинки была изображена испуганная семья, играющая на музыкальных инструментах.
- Австралийская рок-группа Beasts of Bourbon выпустила в 1984 году альбом, названный «Джаз Дровосека» (англ. The Axeman's Jazz).
- В песне «Deathjazz» (2007 год) американской рок-группы «One Ton Project» говорится о Дровосеке.
- «Джаз Дровосека» (2009 год) исполнителя «SunMan24» говорится о снах Дровосека.

### В литературе
- В 1945 году в книге «Коллекция народных рассказов Луизианы» была глава «Джаз Дровосека», возобновившая интерес к преступнику. На обложке книги был точно такой же рисунок, как и на музыкальном альбоме 1919 года.
- Писательница Джули Смит в 1991 году написала роман «Джаз Дровосека».
- Преступления Дровосека также упомянуты в рассказе Поппи Брайт «Муссолини и Джаз Дровосека», 1997 год.
- В книге Чака Паланика «Призраки» (2005 год) есть упоминание о Дровосеке.
- В книге писателя Георгия Зотова «Тиргартен»  (2018) упоминается персонаж Дровосека.

### В кинематографе
- В телесериале «Первородные» в 3 сезоне 5 серии упоминается убийца Дровосек, в честь которого «Новый Орлеан» устраивает «Праздник даров».
- В сериале «Ривердейл» упоминается Дровосек из Нового Орлеана.
- В телесериале «Американская история ужасов» в 3 сезоне 6 серия посвящена Дровосеку. Девушки Академии в 1919 заключили дух Дровосека в стенах школы.
- В тетралогии Топор (франшиза) американского режиссёра Адама Грина, маньяк-убийца по имени Виктор Кроули, орудует топором в болотах Луизианы.